# Alpi Sarentine
Le Alpi Sarentine (Sarntaler Alpen in tedesco) sono un gruppo montuoso delle Alpi Retiche orientali.
Si trovano nella provincia autonoma di Bolzano a nord della città di Bolzano e tra i fiumi Adige ed Isarco. Sarentino e la valle omonima percorsa dal torrente Talvera si trovano al centro del gruppo montuoso.

## Classificazione

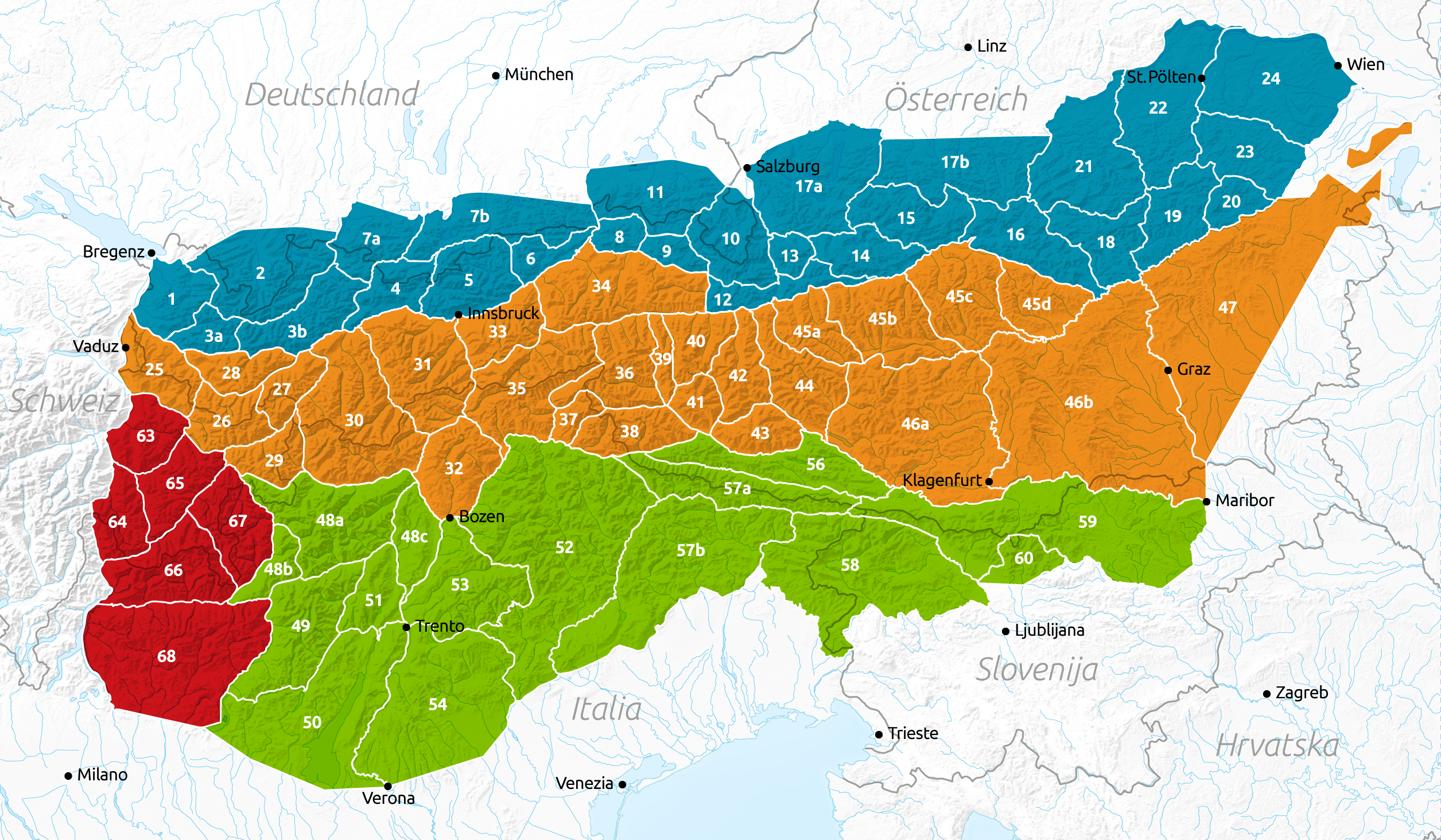
Le Alpi Sarentine secondo l'AVE sono individuate dal numero 32.

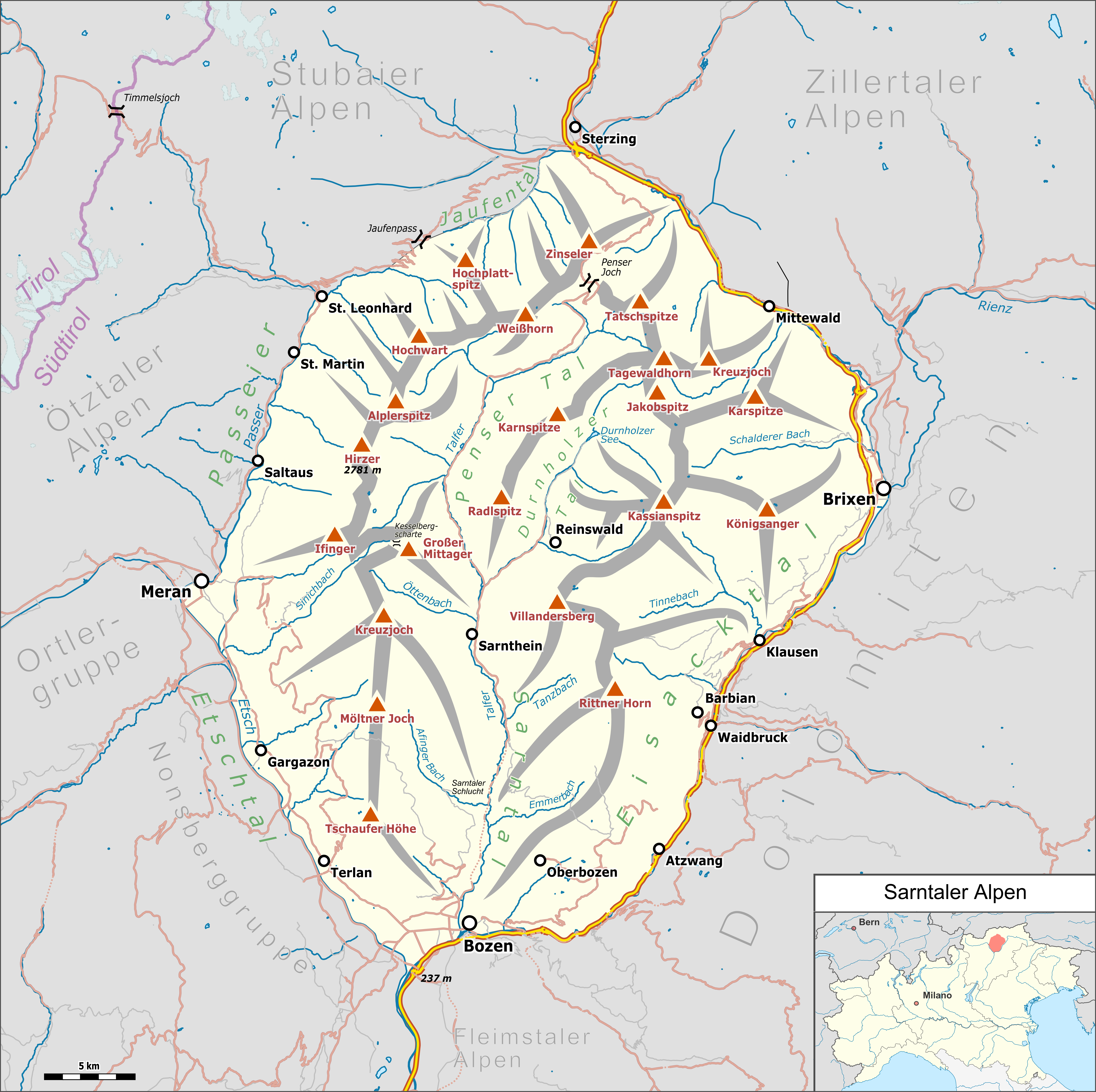
Cartina dettagliata del gruppo montuoso.

Secondo la SOIUSA le Alpi Sarentine sono una sottosezione alpina ed hanno la seguente classificazione:
- Grande parte = Alpi Orientali
- Grande settore = Alpi Centro-orientali
- Sezione = Alpi Retiche orientali
- Sottosezione = Alpi Sarentine
- Codice = II/A-16.III

Secondo la Partizione delle Alpi, le Alpi Sarentine sono un gruppo della sezione delle Alpi Retiche.
Secondo la suddivisione didattica tradizionale, le Alpi Sarentine sono invece un gruppo delle Alpi Atesine.
Secondo l'AVE, costituiscono il gruppo n. 32 di 75 nelle Alpi Orientali.

## Delimitazioni
Confinano:

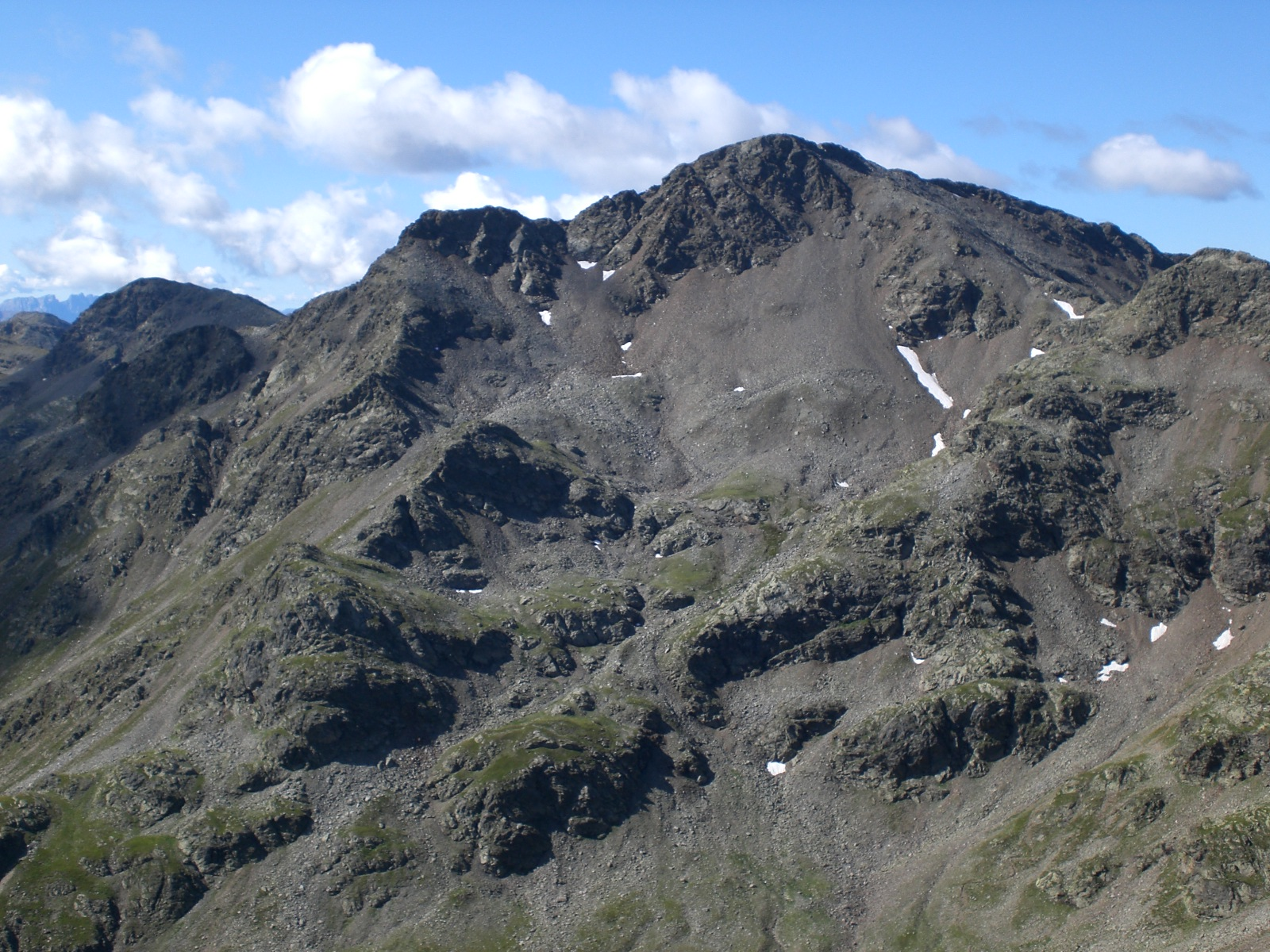
Cima San Giacomo

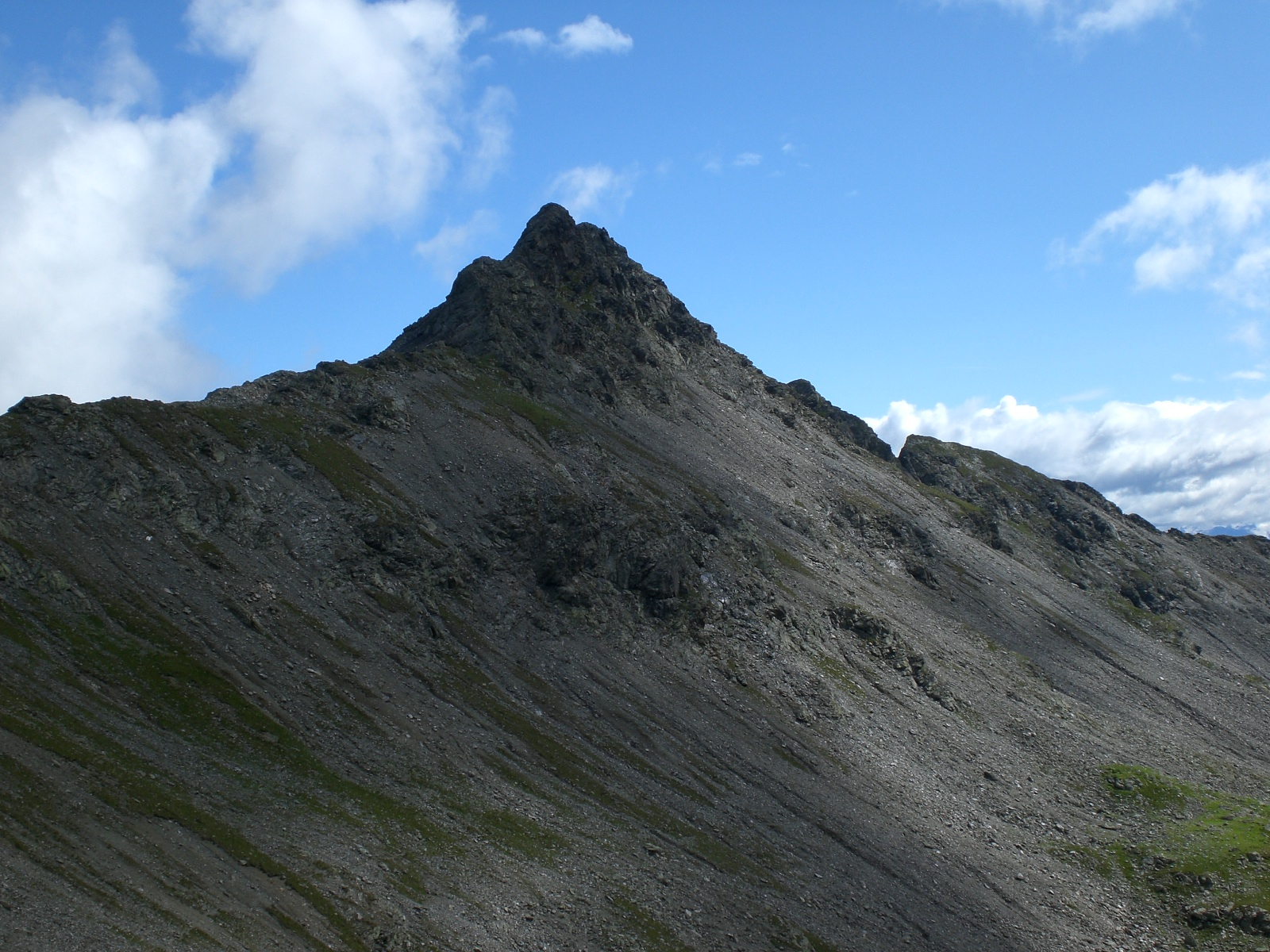
Corno di Tramin

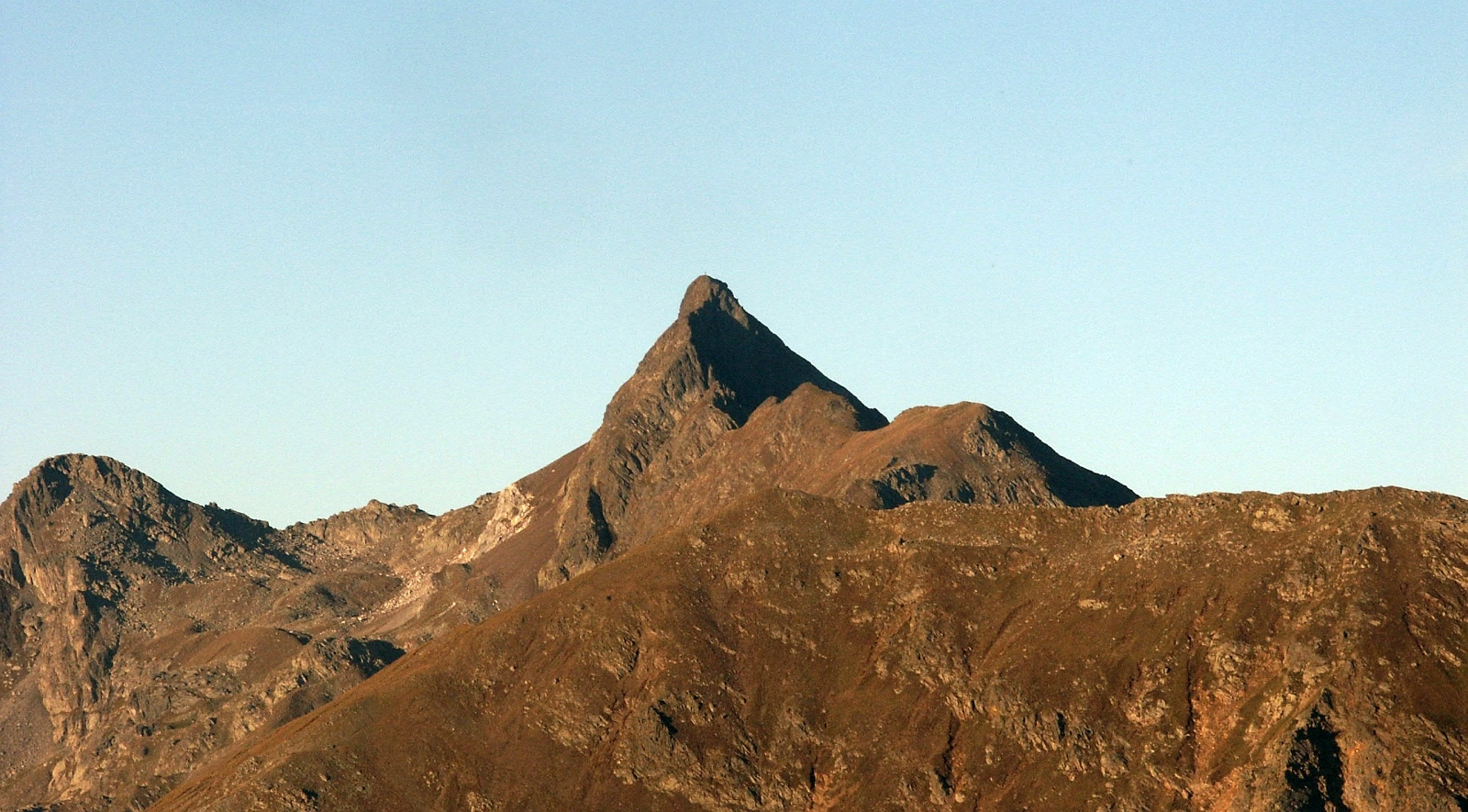
Corno Bianco (Alpi Sarentine)

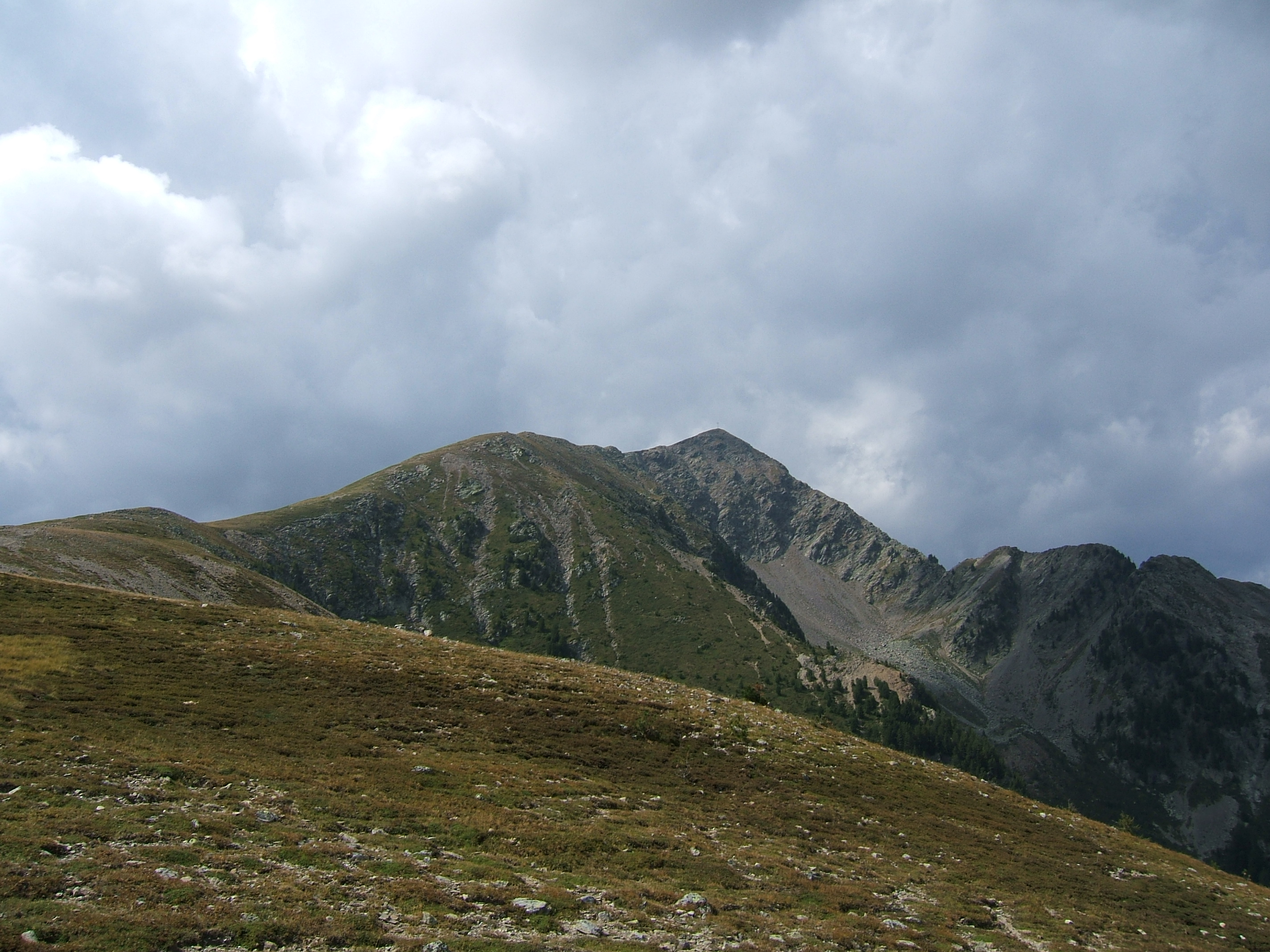
La Punta Quaira vista da est.

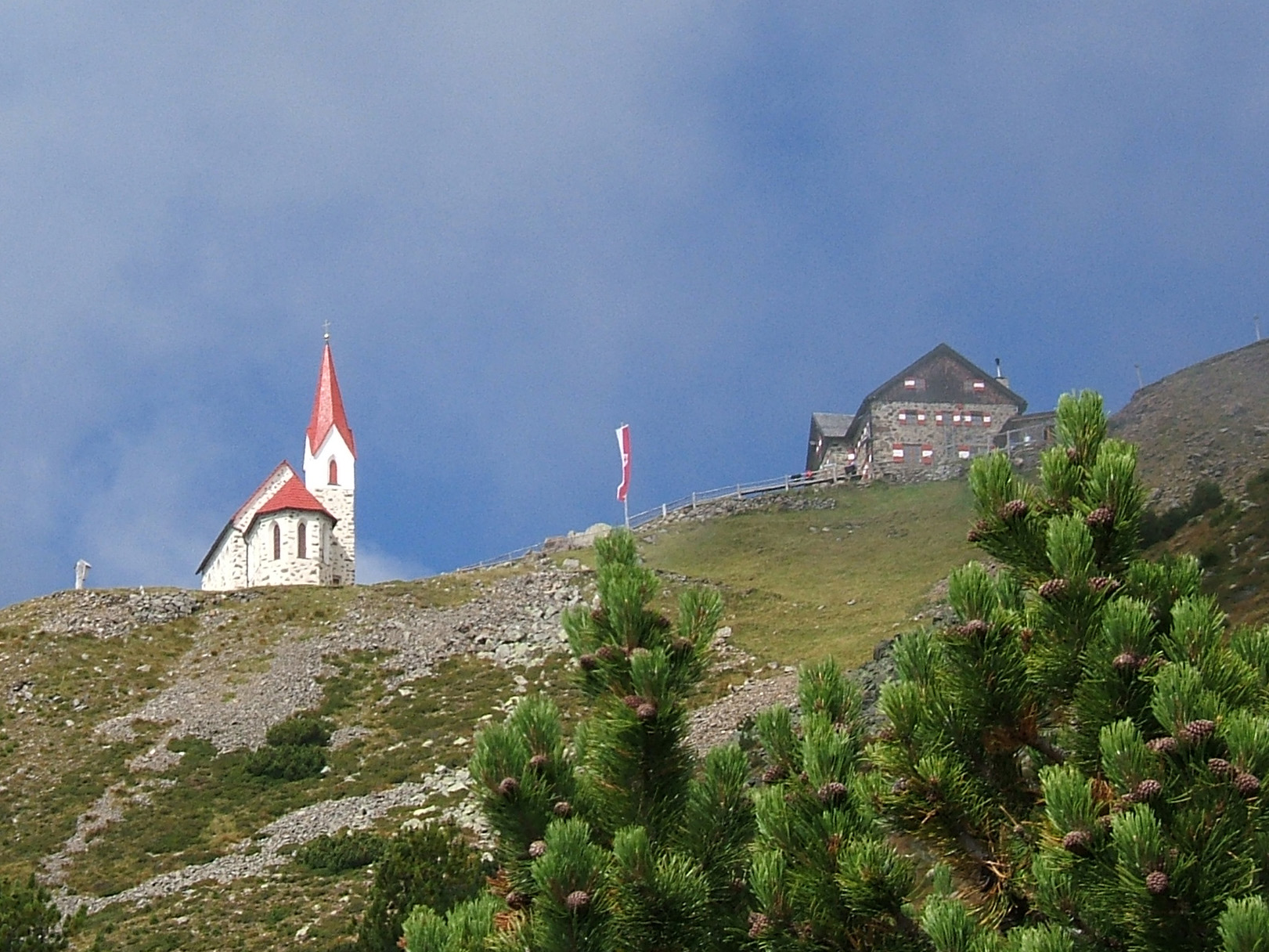
Rifugio Santa Croce di Lazfons

- a nord-est con le Alpi della Zillertal (nelle Alpi dei Tauri occidentali) e separate dalla valle Isarco,
- a sud-est con le Dolomiti di Gardena e di Fassa e, parzialmente, con le Dolomiti di Fiemme (nelle Dolomiti) e separate dalla valle Isarco, con l'altopiano di Renon
- a sud-ovest con le Alpi della Val di Non e le Alpi dell'Ortles (nelle Alpi Retiche meridionali) e separate dal corso del fiume Adige,
- a nord-ovest con le Alpi Venoste e le Alpi dello Stubai (nella stessa sezione alpina) e separate dalla Val Passiria e dal Passo di Monte Giovo.

## Suddivisione
Le Alpi Sarentine, secondo la SOIUSA si suddividono in un solo supergruppo, due gruppi e sei sottogruppi:
- Catena Punta Cervina-Cima di Giacomo (A)
  - Gruppo della Punta Cervina (A.1)
    - Costiera del Corno Bianco (A.1.a)
    - Nodo della Punta Cervina (A.1.b)
    - Costiera del Picco Ivigna (A.1.c)

  - Gruppo della Cima di Giacomo (A.2)
    - Costiera del Corno di Tramin (A.2.a)
    - Costiera Cima San Giacomo-Cima San Cassiano (A.2.b)
    - Costiera del Monte di Villandro (A.2.c)

## Vette
Le vette principali del gruppo sono:
- Punta Cervina (in ted. Hirzer) - 2.781 m
- Cima San Giacomo (Jakobsspitze) - 2.742 m
- Corno di Tramin (Tagewaldhorn) - 2.708 m
- Corno Bianco (Penser Weißhorn) - 2.705 m
- Corno del Ceppo (Schrotthorn) - 2.590 m
- Cima San Cassiano (Kassianspitze) - 2.581 m
- Picco Ivigna (Ifinger) - 2.581 m
- Corno Planca (Plankenhorn) - 2.543 m
- Montaccio di Pennes (Tatschspitze) - 2.526 m
- Punta Quaira (Karspitze) - 2.517 m
- Monte Villandro (Villanderer Berg) - 2.509 m
- Cima San Lorenzo (Lorenzispitze) - 2.483 m
- Monte Pascolo (Königsangerspitze) - 2.439 m
- Corno del Renon (Rittner Horn) - 2.260 m.

## Rifugi alpini
Per facilitare l'escursionismo e la salita alle vette le Alpi Sarentine sono dotate di alcuni rifugi alpini:
- Rifugio Forcella Vallaga - 2.471 m
- Rifugio Santa Croce di Lazfons - 2.302 m
- Rifugio Lago Rodella - 2.284 m
- Rifugio Corno del Renon di Sopra - 2.259 m
- Rifugio Chiusa al Campaccio - 1.923 m